# سجاد مشکل‌پور
سجاد مشکل‌پور (زاده ۱۳ مرداد ۱۳۶۹ - شادگان) یک بازیکن فوتبال اهل ایران است. وی سابقه بازی در صنعت نفت آبادان و سایپا را دارد.